# Regierung Gustavo Díaz Ordaz

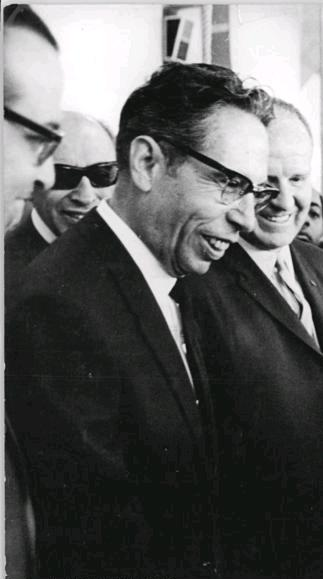
Gustavo Díaz Ordaz war von 1964 bis 1970 Präsident Mexikos

Die Regierung Gustavo Díaz Ordaz wurde in Mexiko am 1. Dezember 1964 von Präsident Gustavo Díaz Ordaz von der Partido Revolucionario Institucional (PRI) gebildet. Sie löste die Regierung Adolfo López Mateos ab und blieb bis zum 30. November 1970 im Amt, woraufhin sie von der Regierung Luis Echeverría Álvarez abgelöst wurde.
Der Regierung gehörten folgende Minister (Secretarios) an:
| Amt                              | Amtsinhaber                                  | Beginn der Amtszeit   | Ende der Amtszeit      |
| -------------------------------- | -------------------------------------------- | --------------------- | ---------------------- |
| Landwirtschaft und Ernährung     | Juan Gil Preciado Manuel Bernardo Aguirre    | 1. Dezember 1964 1970 | 1970 30. November 1970 |
| Kommunikation und Transport      | José Antonio Padilla Segura                  | 1. Dezember 1964      | 30. November 1970      |
| Industrie und Handel             | Octaviano Campos Salas                       | 1. Dezember 1964      | 30. November 1970      |
| Nationale Verteidigung           | Marcelino García Barragán                    | 1. Dezember 1964      | 30. November 1970      |
| Öffentliche Arbeiten             | Gilberto Valenzuela                          | 1. Dezember 1964      | 30. November 1970      |
| Inneres                          | Luis Echeverría Álvarez Mario Moya Palencia  | 1. Dezember 1964 1969 | 1969 30. November 1970 |
| Marine                           | Antonio Vázquez del Mercado                  | 1. Dezember 1964      | 30. November 1970      |
| Nationale Unternehmen            | Alfonso Corona del Rosal Manuel Franco López | 1. Dezember 1964 1966 | 1966 30. November 1970 |
| Öffentliche Bildung              | Agustín Yáñez                                | 1. Dezember 1964      | 30. November 1970      |
| Finanzen und öffentliche Kredite | Antonio Ortíz Mena Hugo B. Margáin           | 1. Dezember 1964 1970 | 1970 30. November 1970 |
| Auswärtige Angelegenheiten       | Antonio Carrillo Flores                      | 1. Dezember 1964      | 30. November 1970      |
| Gesundheit und Unterstützung     | Rafael Moreno Valle Salvador Aceves Parra    | 1. Dezember 1964 1968 | 1968 30. November 1970 |
| Arbeit und soziale Fürsorge      | Salomón González Blanco                      | 1. Dezember 1964      | 30. November 1970      |
| Wasserwirtschaft                 | José Hernández Terán                         | 1. Dezember 1964      | 30. November 1970      |
| Präsidialamt                     | Emilio Martínez Manautou                     | 1. Dezember 1964      | 30. November 1970      |
| Generalstaatsanwalt              | Antonio Rocha Cordero Julio Sánchez Vergas   | 1. Dezember 1964 1967 | 1967 30. November 1970 |